# Scoliopteryx impuncta
Scoliopteryx impuncta är en fjärilsart som beskrevs av Barend J. Lempke 1949. Scoliopteryx impuncta ingår i släktet Scoliopteryx och familjen nattflyn. Inga underarter finns listade.